# 自動車の外部性

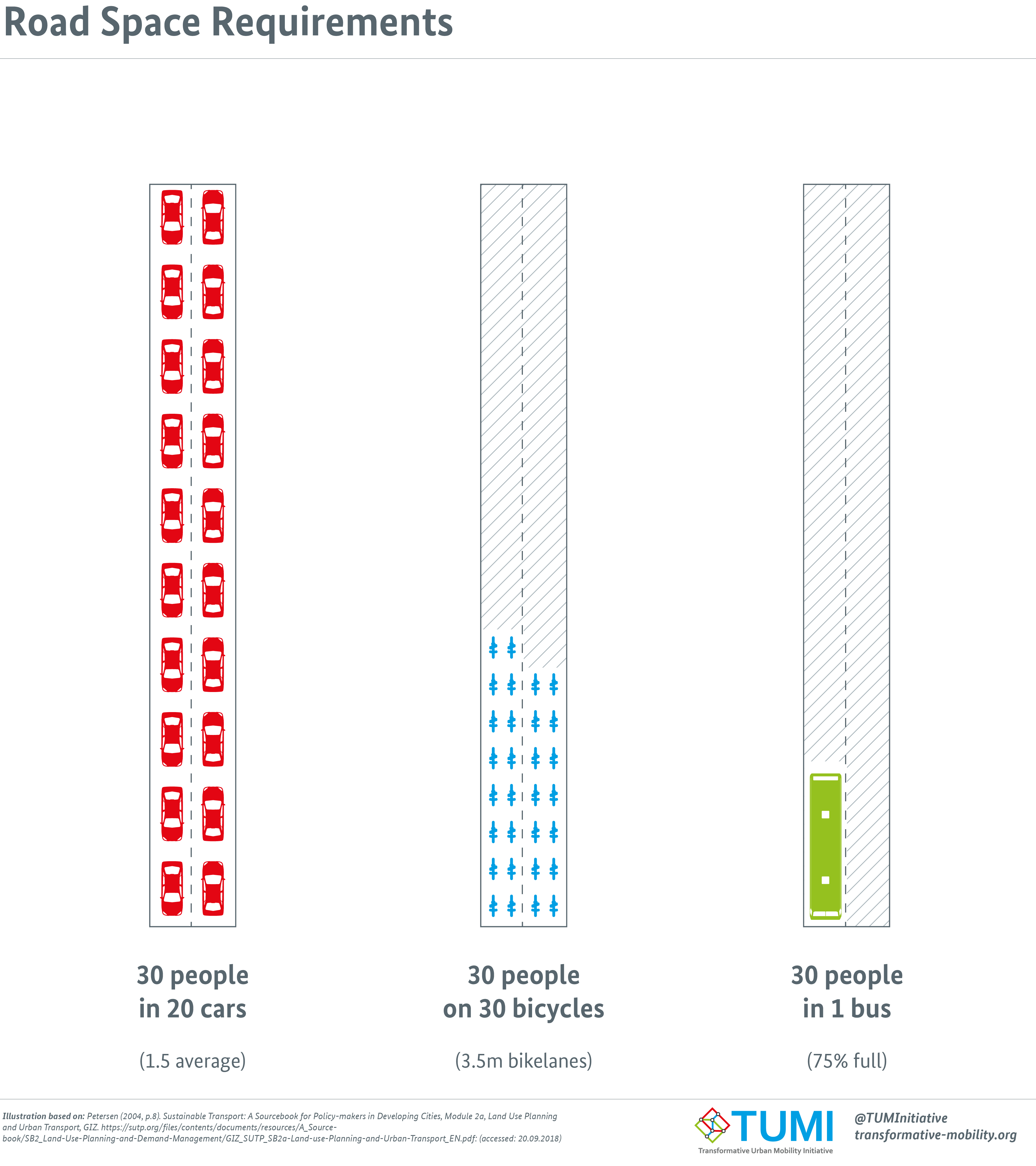
道路スペース要件

自動車の外部性（じどうしゃのがいぶせい）は、他の経済的外部性と同様に、自動車の所有者が負担する費用とは別に、自動車を所有していない人々に課される測定可能な費用を表す。これらの外部性には、大気汚染、騒音、交通渋滞、道路維持費などが含まれ、地域社会や環境に影響を及ぼし、社会的不公正を助長し、負の影響が一部の地域社会に偏って及ぶことが多い。
ハーバード大学によると、自動車の主な外部効果は、地域的および地球規模の汚染、石油への依存、交通渋滞、交通事故である。一方、デルフト工科大学が実施したメタ研究によると、これらの外部効果は、渋滞と希少性、事故、大気汚染、騒音、気候変動、自然と景観、水質汚染、土壌汚染、エネルギー依存などのコストである。自動車が原因で毎年推定167万人が亡くなりうち(全死亡者の34分の1人に相当）、原因の多くは事故ではなく大気汚染である。

## 負の外部性

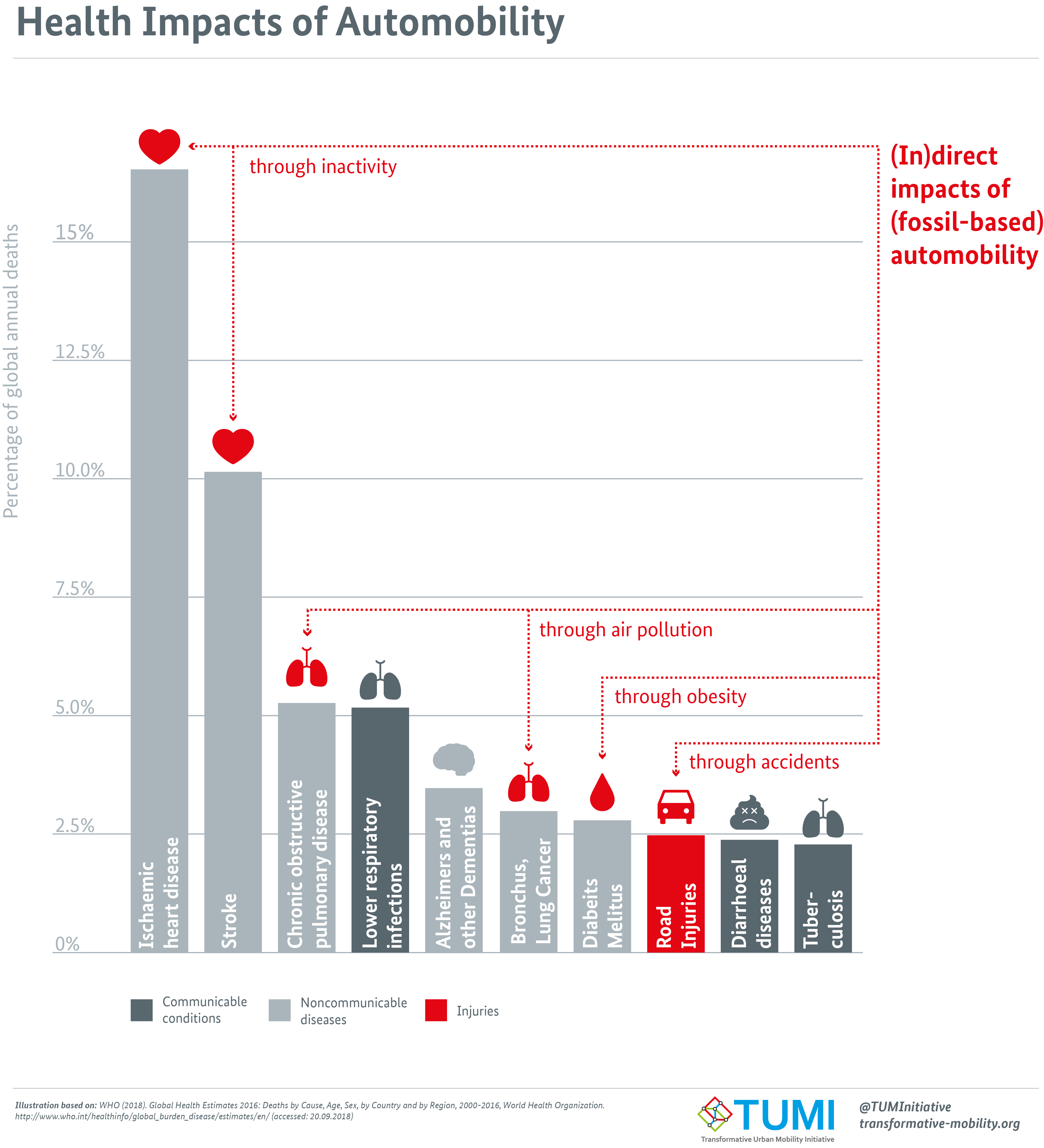
自動車による健康への影響

負の外部性は相当と推定される。例えばドライバーが車を運転する際に、大気汚染が第三者に及ぼす悪影響などは考慮していない。立法者や規制当局は燃料税、パーキングメーターや混雑料金(urban tolls)など自動車の使用を制限することによって、これらの外部コストを内部化することができる。一部の国では、ドライバーはすでに税金で外部コストを支払っている。例えばオランダの道路税は比較的高額で、インフラの維持費に充てられている。しかしながら、西側諸国の大半では、自動車の外部コストは税金や自動車の使用制限では完全にはカバーされていない。

### 交通渋滞と不足
自動車への依存度が高まると、道路渋滞が悪化する。自動車の外部性は、他の経済的外部性と同様に、自動車の所有者が負担する費用とは別に、自動車を所有していない人々に課される測定可能な費用を表す。これらの外部性には、大気汚染、騒音、交通渋滞、道路維持費など、より広範な地域社会や環境に影響を与える要因が含まれれ、社会的不公正を助長する。なぜなら、恵まれない地域社会がこれらの悪影響を偏って受けやすいからである。道路容量の拡大は渋滞緩和につながるとしばしば宣伝されるが、誘発需要によって渋滞の緩和は一時的なものにとどまることが多い。

### 事故
多くの国で自動車は死亡事故の主な原因であり、若者や子供の死亡原因の第1位である。2010年、米国では自動車事故により32,999人が死亡し、社会的損失は8,710億ドルと予測され、これは2010年の米国GDPの約6%に相当する。交通事故は、物的損害、管理費、医療費、生産損失、無形的費用などの社会的コストを引き起こす。無形的費用とは、寿命の短縮、苦痛、死亡に至る傷害から生じる痛みや悲しみなどである。物的費用は多くの場合保険でカバーされており、市場価格で保障される。しかし、無形的費用や代理費用要因については、民間保険制度で十分にカバーされていないため、この限りではない。

### 騒音
自動車は騒音公害に大きく影響している。一般的にエンジンが騒音の主な原因であると認識されているが、乗用車の場合、時速30～50kmを超えるとタイヤノイズが主な騒音源となる。高速道路では空力騒音が増加するが、非常に高速でない限り、タイヤノイズほど影響は大きくはない。
40 dB(A) を超える持続的な交通騒音は睡眠を妨げ、55 dB(A) を超えると心血管疾患のリスクが高まることが知られている。ドイツでは、心筋梗塞症例の 2.9% が道路交通騒音に起因しており、人口の 1.5% が 75 dB(A) を超える騒音にさらされており、その 27.13% を占めている。EU では、都市部の住民が道路交通騒音のために失っている障害調整生命年数は合計で推定 800,023 年である。米国では、人口の 13.2% が 45 dB(A) を超える道路騒音にさらされている可能性があり、5.5% が 55 dB(A)を超える道路騒音に晒されている

### 大気汚染
自動車は、NOx、粒子状物質、地上オゾン（間接的）など、排気ガス中に多くの有害大気汚染物質を排出する。さらに、自動車のタイヤが摩耗すると、その材料が粒子状汚染物質として大気中に放出される。これらの汚染物質は、呼吸器系やその他の健康問題を引き起こすことが知られており、自動車は現代の先進都市におけるスモッグの主な原因の一つとなっている。日常生活で自動車やトラックを使用することで発生する外部コストは多岐にわたる（建物や資材への損害などの物質的コストも含まれる）。しかし、最も一般的なのは健康コストである。この場合、自動車は心血管疾患や呼吸器疾患を引き起こす可能性がある。このようなコストは社会全体で負担しなければならない。
大気汚染コストの方法論とその適用に関する研究は数多く存在する。

#### 花粉症
自動車排気中の汚染物質が花粉粒子を破壊、アレルゲンを放出することで花粉症を引き起こす。幹線道路沿いの住民は花粉症有病率が高いとされる。
日本では1980年代には1割にも満たなかった有病率は2016年には約5割に達した。労働生産性の低下による経済損失は一人あたり19万1783円、日本全体で年間5兆円を超える。これにさらに外出を控えることによる個人消費の低下、医療費などの経済損失も加わる。

### ヒートアイランド現象
自動車の排熱がヒートアイランド現象を悪化させる。平成26年度の環境省の報告によると、東京23区で自動車の排熱が大気中の顕熱の増加に占める割合は21％だった。
ガソリン車ではエネルギー効率が2割に過ぎないのに対し電気自動車では9割近くに達し大幅に排熱を減らせる。その代わり発電所で海水や大気中の潜熱に排熱が生じるが、ヒートアイランド現象には寄与しない。

### 気候変動
気候変動は、人間の活動、特に温室効果ガスの排出と大気中への放出によって大きく引き起こされている。人為的に発生する二酸化炭素の約16%は道路輸送に由来しており、そのほとんどは乗用車である。乗客2人未満のガソリン車は、他のどの陸上輸送手段よりも、乗客1人当たりの二酸化炭素排出量が多い。
温室効果ガス排出量は、車両の加減速により変わる。交通渋滞は社会に危険な影響を及ぼす。主に道路の混雑と騒音の増加より負傷リスクが増し、交通渋滞な温室効果ガスの排出を増す。さらに、自動車から排出される窒素酸化物も、軽微な間接的な温室効果をもたらす。

### 自然と景観のためのコスト
道路、駐車場、そして自動車によるスプロール現象には、広大な用地が必要になる。自動車の普及に伴い、農地や未耕作地は幅の広い高速道路や広大な駐車場に転用されがちだが、誘発需要にり混雑緩和は一時的なものにとどまる。こうしてますます多くの路面が舗装されていく。

### 水質汚染のコスト
自動車に使用される潤滑油や燃料は、地下水に漏れ出すと有害である。石油精製所、特にオイルシェールやオイルサンドといった非在来型石油の採掘は、周囲の水資源や水域に極めて深刻な悪影響を及ぼす恐れがある。
さらに、道路や駐車場などの舗装された不浸透性表面からの流出水は、あらゆる種類の汚染物質で汚染される可能性がありうる。

### 土壌汚染のコスト
肥沃な表土が高速道路や駐車場の下に埋もれてしまうことに加え、自動車は土壌に汚染物質を排出する。油が地下水に漏れ出す恐れがあり、庭で車を洗うという一般的な習慣は、洗剤に含まれる界面活性剤などの物質が土壌を汚染する。同様に、道路や高速道路の雪や氷を防ぐために塩がよく使われるが、塩化物は植生に大きなダメージを与えるだけでなく、錆や腐食を引き起こす強力な物質でもある。

### エネルギー依存のコスト
電車や路面電車は、再生可能エネルギーや地元で入手可能な燃料で発電された電力で走行することが多い一方、自動車は主に石油由来の燃料で走行している。石油の純輸出国はごくわずかである。先進国にとって、これは安定した石油供給への政治的依存を招き、米国をはじめとする国々の外交政策決定の理由として挙げられてきた。一方、発展途上国にとって、石油製品は主要な輸入品の一つとなる可能性があり、自動車への依存は貿易赤字や公的債務に重大な影響を及ぼす可能性がある。

### 肥満
いくつかの研究では、都市のスプロール化と肥満の間に相関関係があることが示されている。車中心の開発と歩行性の悪さは、移動手段としての自転車(utility cycling)や徒歩といったアクティブな交通手段の利用減少につながり、運動不足に起因する様々な健康問題につながる。

## 負の外部性に対する解決策

### ピグー税
ピグー税は、自動車の外部性を是正する解決策の一つである。自動車の使用コストを増加させ、税収を増やしながら消費を経済的に最適なレベルまで引き下げることが可能である。ガソリン税と道路税(road taxes)の活用が挙げられ、インフラ投資や修繕に充てられる可能性がある。しかし、燃料税だけですべての負の外部性に対処することは政治的には難しく。炭素税の場合、その税収を環境に優しい取り組みへの投資に充てることができる。燃料税と炭素税は、高所得者よりも低所得者に影響を与える逆進的な税であると批判されてきた。その結果、カナダ政府は炭素税の税収の一部を低所得世帯への還付に充ててきた.。

### 渋滞料金
ロンドンやストックホルムなどの大都市は、市内中心部の交通量と大気汚染を削減するため、混雑のピーク時に市内中心部に通行料を課す渋滞料金制度を導入している。。この通行料は、消費者心理を変え負の外部性を是正することを目的としている。渋滞課金は、監視技術によって交通量の変化に応じて料金を調整できるため、交通外部性を削減する効果的な方法である。この追加通行料は、渋滞を緩和し、公共交通機関の利用を促進し、通行料収入を増加させる.。

### 代替手段への補助金
多くの政府が電気自動車への補助金支給を開始している。これは、電気自動車が環境に及ぼす正の外部効果(positive externality)を促進することを目的としている。これは、税額控除、購入割引、税免除といった形で実施されている。これらの補助金はゼロエミッション車のコストを削減し、結果として需要を増加させる。消費者がガソリン車の購入を減らし、電気自動車を購入するよう促すことで、排出ガスに関連する負の外部効果が軽減される。ただし、車両の電動化は、より持続可能な交通手段へのモードシフトと比較すると、全体的な外部コストの削減効果は限定的とも言われる。また、これらの補助金は富裕層を優遇するものであり、公平性に欠けるという批判もある。電動バイクや自動車の充電ステーションへの補助金支給の方が公平であるという意見もある.。

### 規制
自動車の排出ガス規制は、新車から排出される汚染物質の量を削減し、ひいては環境への負の外部性を軽減する。燃料税ではガソリン1リットルあたりの排出量は燃料税では削減されないため、自動車の外部性を規制する上で重要な要素である。欧州連合は、2021年までに1キロメートルあたり95グラムのCO2排出量という目標を設定した。排出量の制限は自動車の重量に基づいており、重量の大きい車両にはより高い制限が適用される。この目標を達成できないメーカーは、汚染物質が1グラム増えるごとに、より高いコストを課せられる。この政策は、自動車が環境にもたらす計測されていないコストを考慮しながら、汚染を規制することを目的としている。

## 正の外部効果
自動車の負の外部性については合意が得られているように見えるものの、正の外部性については、経済学者や運輸部門の専門家の間では合意が得られていない。自動車関連産業が雇用の創出や関連産業が税金を納めていることは、正の外部性とは言えない。合法的な経済活動は税金を納めており、大多数の経済活動は雇用需要を必要としているからである。ドライバーの時間の節約、個人の生産性向上も、正の外部性とは言えない。ドライバーは自動車を利用する際に既にこれらの要素を考慮に入れており、多くの研究者はこれらの要素を純粋な外部性とは考えていない。

### アクセス性と地価
上記の反論にもかかわらず、一部の研究者は、自動車のアクセス性や地価といったプラスの外部効果を挙げている。土地が高価な場所では、より高密度に開発される必要があり、一定時間内に到達できる活動や目的地が増える。活動が多い場所ではアクセス性が高く、アクセス性が高い場所では地価が高くなる。

### 都市の成長
経済学者たちは、都市の成長原因と大都市の他都市に対する有利性に見えるのかを解明しようと努めてきた。多くの注目を集めている説明の一つは、集積の経済が都市の成長を促進し、持続させる役割だ。都市における企業と労働者の集積は、労働市場のプール、投入財の共有、そして知識のスピルオーバーを可能にすることで、正の外部効果を生み出す。
しかしながら、自動車依存により都市が拡大すると、都市の衰退や都市のスプロール現象が自動車の悪影響やコストとして生じると指摘する他の経済学者もいる。
現在、ほとんどの大都市では、食料の大部分をトラックで輸送する必要がある。歴史的なパリは反例であり、その土地の最大6分の1を食料生産に使用している。
さらに、ほとんどの大都市は何らかの形の都市鉄道に大きく依存しており、その都市鉄道システムがなければ都市の機能が大幅に低下するだろうとよく主張されている。